# قطعنامه ۶۷۸ شورای امنیت
قطعنامه ۶۷۸ شورای امنیت سازمان ملل متحد که در تاریخ ۲۹ نوامبر ۱۹۹۰ (۰۸ آذر ۱۳۶۹) تصویب شد، سندی بین‌المللی دربارهٔ عراق-کویت است. این قطعنامه طی نشست ۲۹۶۳ام با ۱۲ رای موافق، ۲ مخالف و ۱ ممتنع تصویب شد.